# Simone Giannelli
Simone Giannelli (Bolzano, 9 agosto 1996) è un pallavolista italiano, palleggiatore della Sir Safety Perugia.

## Carriera

### Club
Inizia a giocare a pallavolo nella sua città natale, Bolzano, nelle giovanili del Südtirol: nel 2010 approda alla Trentino, club nel quale continua a giocare a livello giovanile fino al 2014 e con cui muove i primi passi tra i professionisti, venendo aggregato alla prima squadra, impegnata in Serie A1, già nel corso dell'annata 2012-13, in cui conquista lo scudetto.
Viene quindi definitivamente promosso in prima squadra a partire dal campionato 2014-15, nel quale si aggiudica lo scudetto e viene premiato come MVP, mentre nel resto delle sette annate coi trentini vince un campionato mondiale per club e una Coppa CEV.
Nella stagione 2021-22 viene ingaggiato dalla Sir Safety Perugia, ancora in Superlega: con la squadra umbra, negli anni seguenti si aggiudica due Coppe Italia, tre Supercoppe italiane, due campionati mondiali per club, ottenendo in quest'ultima competizione anche un premio come MVP e due come miglior palleggiatore, lo scudetto 2023-24, venendo riconosciuto anche in questo caso come miglior giocatore e la Champions League 2024-25, impreziosita dai riconoscimenti di miglior giocatore e miglior palleggiatore.

### Nazionale
Fa parte delle nazionali giovanili under 19 e under 20, partecipando rispettivamente alle rassegne continentali del 2013 e del 2014.
Nel 2015 riceve le prime convocazioni in nazionale maggiore, con cui si aggiudica nello stesso anno la medaglia d'argento alla Coppa del Mondo e quella di bronzo al campionato europeo, mentre un anno dopo ottiene l'argento ai Giochi della XXXI Olimpiade di Rio de Janeiro, seguito da un altro argento alla Grand Champions Cup 2017. Nel 2021 vince la medaglia d'oro al campionato europeo, competizione dove viene premiato come MVP, mentre un anno dopo conquista ancora un oro al campionato mondiale, bissando il riconoscimento come miglior giocatore e venendo premiato come miglior palleggiatore. Nel 2023 mette al collo la medaglia d'argento al campionato europeo e nel 2025 l'argento alla Volleyball Nations League, ancora riconosciuto come miglior palleggiatore.

## Palmarès

### Club
- Campionato italiano: 3

2012-13, 2014-15, 2023-24
- Coppa Italia: 2

2021-22, 2023-24
- Supercoppa italiana: 3

2022, 2023, 2024
- Campionato mondiale per club: 3

2018, 2022, 2023
- CEV Champions League: 1

2024-25
- Coppa CEV: 1

2018-19

### Nazionale (competizioni minori)
- Memorial Hubert Wagner 2023

### Premi individuali
- 2015 - Superlega: MVP
- 2015 - Superlega: Miglior under 23
- 2015 - Campionato europeo: Miglior palleggiatore
- 2016 - Champions League: Miglior palleggiatore
- 2016 - Superlega: Miglior under 23
- 2016 - World League: Miglior palleggiatore
- 2016 - Campionato mondiale per club: Miglior palleggiatore
- 2017 - Superlega: Miglior under 23
- 2017 - Grand Champions Cup: Miglior palleggiatore
- 2018 - Campionato mondiale per club: Miglior palleggiatore
- 2021 - Campionato europeo: MVP
- 2022 - Campionato mondiale: MVP
- 2022 - Campionato mondiale: Miglior palleggiatore
- 2022 - Campionato mondiale per club: MVP
- 2022 - Campionato mondiale per club: Miglior palleggiatore
- 2023 - Memorial Hubert Wagner: MVP[21]
- 2023 - Memorial Hubert Wagner: Miglior palleggiatore[21]
- 2023 - Campionato mondiale per club: Miglior palleggiatore
- 2024 - Superlega: MVP
- 2025 - Champions League: MVP
- 2025 - Champions League: Miglior palleggiatore
- 2025 - Volleyball Nations League maschile: Miglior palleggiatore